# Lynda Day George
Lynda Day George, geboren als Lynda Louise Day (San Marcos, 11 december 1944), is een Amerikaans voormalig actrice. Zij werd in 1972 genomineerd voor een Golden Globe en in 1973 voor een Primetime Emmy Award, in beide gevallen voor haar hoofdrol als Lisa Casey in de misdaad-actieserie Mission: Impossible. Day George maakte in 1961 haar film- en acteerdebuut als Kim in het oorlogsdrama The Outsider.

## Carrière
Day George - toen nog Day - trouwde in 1963 met Joseph Pantano, met wie ze een zoon kreeg. Nadat ze in 1970 van hem scheidde, hertrouwde ze datzelfde jaar met acteur Christopher George. Samen met hem kreeg ze een dochter. Day en George speelden voor ze trouwden al samen in de televisiefilm House on Greenapple Road (1970) en de films The Gentle Rain (1966), The Devil's 8 (1969) en Chisum (1970). Na hun bruiloft verschenen ze ook nog samen in de televisiefilms Mayday at 40,000 Feet! (1976) en Cruise Into Terror (1978) en de films Day of the Animals (1977), Pieces (1982) en Mortuary (1983). Een kleine twee maanden na het verschijnen van Mortuary overleed George op zijn 52ste aan de gevolgen van een hartinfarct.
Na het overlijden van haar tweede man maakte Day George geen films meer. Ze speelde nog een handvol eenmalige gastrollen in verschillende televisieseries zoals Fantasy Island en Murder, She Wrote, waarna ze in 1989 voor het laatst (eenmalig) te zien was in een herstart van Mission: Impossible, wederom als Lisa Casey. Day George trouwde in 1990 voor een derde keer, met Doug Cronin, van wie ze afscheid moest nemen toen hij in 2010 overleed.
Day George stopte in 2002 officieel met acteren. Op het cv dat ze achterliet, staan behalve rollen in (televisie)films en als wederkerende personages in televisieseries ook eenmalige gastrollen in meer dan veertig andere series. Voorbeelden hiervan zijn Flipper, The Green Hornet, The Fugitive, Bonanza, Kung Fu en The Love Boat.

## Filmografie
*Exclusief 16 televisiefilms
- Mortuary (1983)
- Young Warriors (1983)
- Pieces (1982)
- The Junkman (1982)
- Beyond Evil (1980)
- Racquet (1979)
- The Return of Captain Nemo (1978, televisiefilm)
- Day of the Animals (1977)
- Chisum (1970)
- The Devil's 8 (1969)
- The Gentle Rain (1966)
- The Outsider (1961)

## Televisieseries
*Exclusief eenmalige gastrollen
- Benson - ... (1982, twee afleveringen)
- Roots - Mrs. Reynolds (1977, drie afleveringen - miniserie)
- Mission: Impossible - Lisa Casey (1971-1973, 43 afleveringen)
- The Silent Force - Amelia Cole (1970-1971, vijftien afleveringen)
- Felony Squad - Julie Brown (1968, twee afleveringen)
- Seaway - Leonora (1966, twee afleveringen)

- Bibliothèque nationale de France: cb14041231m (data)
- International Standard Name Identifier: 0000 0001 1945 8706
- Library of Congress Control Number: no99026901
- Système universitaire de documentation: 086269909
- Virtual International Authority File: 211944
- WorldCat: E39PBJxRy6KqCpYfhkb73HDyVC